# Krowa, z Której Można Odciąć Nieco
Krowa, z Której Można Odciąć Nieco (chiń. 稍割牛; pinyin Shāogēniú) – stworzenie w mitologii chińskiej.
Stworzenie to wygląda jak umaszczona na czarno krowa. Cechuje się ono bardzo długimi i cienkimi rogami.
Zwierzę zamieszkuje krańce Zachodu.
Krowa ta pokrewna jest Spozierającemu Mięsu z gór Kunlun. Podobnie, jak w przypadku tamtego stworzenia, można by odciąć z Krowy kawał mięsa. Również tutaj odcięta część odrastała, w przypadku Krowy w czasie jednego dnia. Odcinanie kawałka było konieczne dla życia Krowy. Czynność tę należało podejmować minimum raz na 10 dni. Zaniedbanie jej groziło śmiercią Krowy.